# Olympiakos S. F. P.
El Olympiakós Syndesmos Filathlon Peiraiós (en griego, Ολυμπιακός Σύνδεσμος Φιλάθλων Πειραιώς; traducido literalmente como Club Olímpico de Fanes de El Pireo), conocido simplemente como Olympiakós o con sus siglas Olympiakós S. F. P., es una entidad polideportiva con sede en El Pireo, Grecia. Posee numerosas disciplinas deportivas, tanto a nivel amateur como profesional, merced a las cuales es considerada como una de las mayores organizaciones deportivas de Europa, destacando entre ellas las profesionales y más reconocidas de fútbol, baloncesto, voleibol y waterpolo.
Fue fundada en 10 de marzo de 1925 como club de fútbol para la práctica y desarrollo de este deporte, aunque ya desde sus inicios dejaron patentes sus ideales olímpicos y de practicar otras modalidades deportivas. En una reunión entre los integrantes de las sociedades de Athlitikós kai Podosfairikós Sýllogos Peiraiós (es. Asociación Atlética y de Fútbol de El Pireo) y de Énosi Filáthlon Peiraiós (es. Asociación de Fútbol de El Pireo), estos decidieron disolver ambas sociedades para formar una conjunta, el Olympiakós Syndesmos Filathlon Peiraiós. Decidieron que tanto el nombre como el emblema de la sociedad estuviera fuertemente influenciada por el espíritu olímpico y sus valores, que intrínsecamente confirmaron su vocación multideportiva.

## Fútbol
La sección de fútbol, conocida como P. A. E. Olympiakós, es considerado como uno de los grandes clubes de Grecia y uno de los únicos tres que nunca han descendido de la primera división. Es el club con más campeonatos de liga, para un total de 81 títulos nacionales, más títulos que ningún otro equipo del país. A nivel internacional, habría que añadir una UEFA Europa Conference League, una Copa de los Balcanes y tres Copas grecochipriotas, que tienen un impacto menor. También es uno de los miembros fundadores de la Asociación de Clubes Europeos (ECA).

## Baloncesto
La sección de baloncesto, conocida como K. A. E. Olympiakós, comparte el mismo honor que su homóloga futbolística de ser uno de los clubes más reconocidos del país, si bien se desmarca en el apartado internacional donde es además uno de los equipos más prestigiosos de Europa. Curiosamente se alterna en supremacía de logros con su máximo rival, el K. A. E. Panathinaïkós, hablando de sus secciones principales de fútbol y baloncesto. Si el club es el más laureado en fútbol, por delante de sus acérrimos rivales, en baloncesto son ellos los que tienen más logros que los de El Pireo. Ha ganado veinticinco títulos nacionales, y tres títulos de la Euroliga, la máxima competición de clubes a nivel internacional, que completa con una Copa Intercontinental.
Posee una categoría femenina establecida en el año 2015, si bien ya existió a finales de los años 1940. Es el equipo femenino más laureado del país, tras el K. A. E. Spórtink, con doce títulos nacionales.

## Waterpolo

### Masculino
- 2 Ligas de Campeones LEN de waterpolo masculino: 2002, 2018

Finalista de la Liga de Campeones en tres ocasiones: 2001, 2016, 2019
- 1 Supercopa de Europa de waterpolo masculino: 2002
- 39 Ligas de Grecia de waterpolo masculino (récord): 1927, 1933, 1934, 1936, 1947, 1949, 1951, 1952, 1969, 1971, 1992, 1993, 1995, 1996, 1999, 2000, 2001, 2002, 2003, 2004, 2005, 2007, 2008, 2009, 2010, 2011, 2013, 2014, 2015, 2016, 2017, 2018, 2019, 2020, 2021, 2022, 2023, 2024, 2025
- 26 Copas de Grecia de waterpolo masculino (récord): 1992, 1993, 1997, 1998, 2001, 2002, 2003, 2004, 2006, 2007, 2008, 2009, 2010, 2011, 2013, 2014, 2015, 2016, 2018, 2019, 2020, 2021, 2022, 2023, 2024, 2025
- 5 Supercopas de Grecia de waterpolo masculino (récord): 1997, 1998, 2018, 2019, 2020

### Femenino
- 3 Euroliga de waterpolo femenino: 2015, 2021, 2022[5]

Finalista de la Copa de Europa de waterpolo femenino en tres ocasiones: 2017, 2019, 2024
- 1 Copa LEN de waterpolo femenino: 2014

Finalista de la Copa LEN de waterpolo femenino en una ocasión: 2008
- 3 Supercopa de Europa de waterpolo femenino: 2015, 2021, 2022

Finalista de la Supercopa de Europa de waterpolo femenino en una ocasión: 2014
- 15 Ligas de Grecia de waterpolo femenino (récord): 1995, 1998, 2009, 2011,2014, 2015, 2016, 2017, 2018, 2019, 2020, 2021, 2022, 2023, 2024
- 6 Copas de Grecia de waterpolo femenino (récord): 2018, 2020, 2021, 2022, 2023, 2025
- 2 Supercopa de Grecia de waterpolo femenino (récord):  2020, 2024

## Voleibol

### Masculino
- Liga de Campeones

Finalista 1992, 2002
- Mundial de clubes

3° lugar : 1992
- 2 Recopas de Europa/Copas CEV: 1996, 2005

Finalista 1997, 1998
- 1 Challenge Cup de Europa: 2023

Finalista 2018
- 32 Campeonatos de Grecia (récord): 1968, 1969, 1974, 1976, 1978, 1979, 1980, 1981, 1983, 1987, 1988, 1989, 1990, 1991, 1992, 1993, 1994, 1998, 1999, 2000, 2001, 2003, 2009, 2010, 2011, 2013, 2014, 2018, 2019,[6] 2021, 2023, 2024
- 18 Copas de Grecia (récord): 1981, 1983, 1989, 1990, 1992, 1993, 1997, 1998, 1999, 2001, 2009, 2011, 2013, 2014, 2016, 2017, 2024, 2025
- 3 Supercopas de Grecia: 2000, 2010, 2024
- 7 Copas de la Liga de Grecia (récord): 2013, 2015, 2016, 2017, 2018, 2019, 2025
- 1 Copa de A1 división de Grecia "Melina Mercouri": 1994

### Femenino
- 1 Challenge Cup de voleibol femenino: 2018[7]

Finalista en una ocasión: 2017
- 9 Campeonatos de Grecia: 2013, 2014, 2015, 2016, 2017, 2018, 2019, 2020,[8] 2025
- 11 Copas de Grecia (récord): 2011, 2012, 2013, 2014, 2015, 2016, 2017, 2018, 2019, 2024, 2025
- 1 Supercopa de Grecia: 2024

## Balonmano

### Masculino
- 5 Campeonato de Grecia: 2018, 2019, 2022, 2024, 2025
- 3 Copas de Grecia: 2018, 2019, 2023
- 3 Supercopa de Grecia: 2022, 2023, 2024

## Palmarés global
| Deporte                | Competición nacional | Competición nacional | Competición nacional | Competición nacional | Competición internacional       | Competición internacional |
| Deporte                | Liga                 | Copa                 | Copa de la Liga      | Supercopa            | Copa de Europa Copa de Balcanes | Campeonato mundial        |
| ---------------------- | -------------------- | -------------------- | -------------------- | -------------------- | ------------------------------- | ------------------------- |
| Fútbol                 | 48                   | 29                   | No existe            | 4                    | 3                               | -                         |
| Baloncesto (Masculino) | 15                   | 12                   | No existe            | 3                    | 3                               | 1                         |
| Baloncesto (Femenino)  | 9                    | 6                    | No existe            | No existe            | -                               | -                         |
| Voleibol (Masculino)   | 32                   | 18                   | 7                    | 3                    | 3                               | -                         |
| Voleibol (Femenino)    | 9                    | 11                   | No existe            | 1                    | 1                               | -                         |
| Waterpolo (Masculino)  | 39                   | 26                   | No existe            | 5                    | 3                               | -                         |
| Waterpolo (Femenino)   | 15                   | 6                    | No existe            | 2                    | 7                               | -                         |
| Balonmano (Masculino)  | 5                    | 3                    | No existe            | 3                    | -                               | -                         |